# Andrenosoma sicarium
Andrenosoma sicarium är en tvåvingeart som först beskrevs av Mcatee 1919.  Andrenosoma sicarium ingår i släktet Andrenosoma och familjen rovflugor. Inga underarter finns listade i Catalogue of Life.